# Quadri di un'esposizione

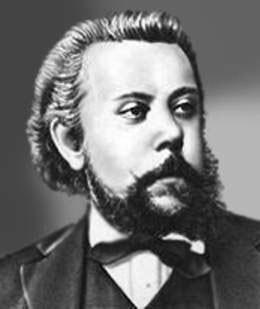
Modest Musorgskij

Quadri di un'esposizione (in russo Картинки с выставки – Воспоминание о Викторе Гартмане?, Kartinki s vystavki – Vospominanie o Viktore Gartmane, 1874; lett. "Quadri di un'esposizione - Ricordo di Viktor Hartmann") è una suite per pianoforte a soggetto di Modest Petrovič Musorgskij. È la composizione per pianoforte più famosa di Musorgskij, ed è diventata, oltre che un pezzo forte del repertorio di molti pianisti, l'oggetto di un gran numero di strumentazioni, specie per orchestra, da parte di altri compositori e musicisti: la versione più nota e più eseguita di queste è senza dubbio quella orchestrata da Maurice Ravel.

## Storia della composizione
Fu probabilmente nel 1870 che Musorgskij conobbe l'artista e architetto Viktor Aleksandrovič Hartmann, forse grazie all'influente critico Vladimir Stasov, che li conosceva entrambi e ne seguiva con interesse l'attività. I due svilupparono rapidamente un profondo sentimento di amicizia, poiché entrambi appartenevano a quel gruppo d'intellettuali russi che aspiravano a un'arte legata alle radici culturali della loro terra, al suo folclore e alle sue tradizioni, rifiutando le influenze straniere.
Hartmann morì improvvisamente per un aneurisma nel 1873, a soli 39 anni. In suo ricordo ebbe luogo tra febbraio e marzo del 1874, su iniziativa di Stasov, una mostra all'Accademia russa di belle arti a San Pietroburgo, dove furono esposti circa 400 suoi lavori. Musorgskij, che aveva contribuito prestando alcune opere della sua collezione, rimase molto colpito dalla visita alla mostra, e nel giro di poche settimane compose i Quadri di un'esposizione.
Il compositore fu ispirato da disegni e acquerelli prodotti da Hartmann nel corso dei suoi viaggi, soprattutto all'estero. A oggi la maggior parte di quei lavori è andata perduta, rendendo impossibile identificare con certezza a quali opere si sia ispirato Musorgskij. Il musicologo Alfred Frankenstein, in un articolo pubblicato nel 1939 sulla rivista The Musical Quarterly, sostenne di aver identificato sette quadri. Essi sono L'Ebreo ricco, L'Ebreo povero (Frankenstein suggerì due dipinti distinti, conservatisi fino a oggi, per Samuel Goldenberg und Schmuyle), Gnomus, Tuileries (ora perduto), Balletto dei pulcini nei loro gusci (un disegno di un costume per un balletto), Catacombae, La capanna su zampe di gallina (Baba Jaga) e Progetto per una porta a Kiev - Facciata principale.
Come per la maggior parte delle opere di Musorgskij, anche la pubblicazione dei Quadri di un'esposizione fu una vicenda travagliata. Infatti il lavoro fu dato alle stampe solo nel 1886, cinque anni dopo la morte dell'autore, a cura del suo amico Nikolaj Rimskij-Korsakov. Questi però, convinto che nel manoscritto fossero presenti numerosi errori, che riteneva necessario correggere, non pubblicò la partitura originale, ma apportò parecchie modifiche. Solo nel 1930 l'opera ebbe un'edizione a cura di Pavel Lam secondo il manoscritto originale di Musorgskij, pubblicata prima nel 1931, poi in fac-simile nel 1975.

## Struttura della composizione

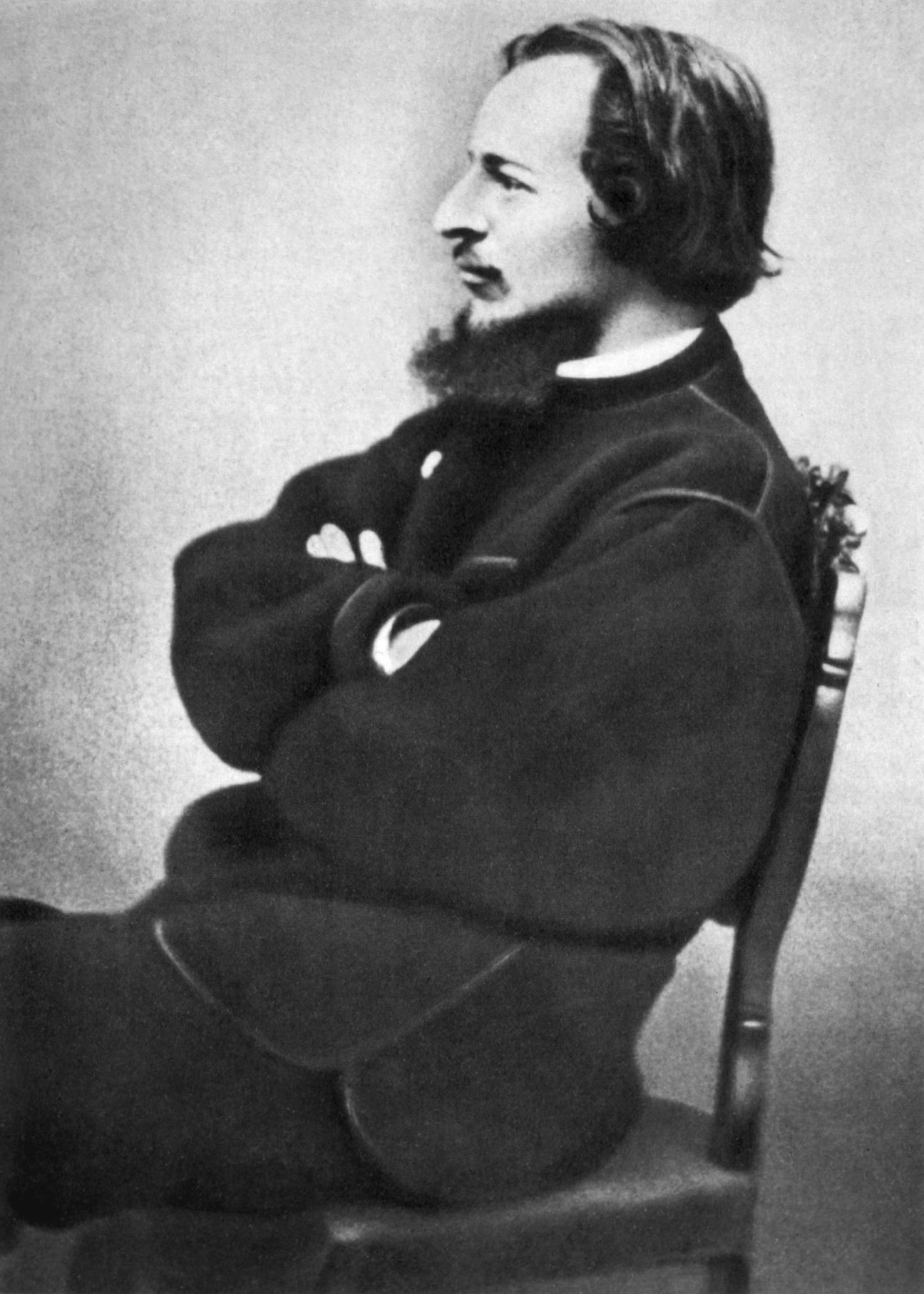
Viktor Hartmann

La suite è composta da quindici brani, dieci ispirati ai quadri e cinque Promenade (passeggiata), che rappresentano il movimento dell'osservatore da una tela all'altra. Le Promenade (non tutte intitolate così nell'originale, ma chiaramente riconoscibili) presentano sempre lo stesso tema, con variazioni più o meno sensibili, quasi a far risaltare i diversi stati d'animo che pervadono il compositore per il quadro appena visto. La ripetizione del tema funge inoltre da elemento di coesione in una composizione altrimenti episodica, basata sui forti contrasti tra un soggetto e l'altro.
L'opera presenta caratteri fortemente sperimentali. In particolare, il pianismo di tipo percussivo taglia completamente i ponti con la tradizione romantica, aprendo le porte alla musica del Novecento. Non meno moderno si presenta il linguaggio armonico, grazie all'uso massiccio di pedali e accordi dissonanti.
Nei paragrafi seguenti vengono descritti i singoli movimenti, e, se si sono conservati, sono mostrati i lavori di Hartmann che li hanno ispirati.

### Promenade
- Titolo originale: Promenade (francese)
- In si bemolle maggiore
- Metro: in origine 11/4, nelle partiture pubblicate si alternano 5/4 e 6/4
- Tempo: Allegro giusto, nel modo russico; senza allegrezza, ma poco sostenuto

Qui c'è il motivo principale delle "passeggiate", filo conduttore e autentica sigla dell'intero brano. La melodia e il ritmo richiamano canzoni popolari russe. Il pezzo ha ritmi semplici e forti in un metro asimmetrico.

### I. Lo gnomo
- Titolo originale: Gnomus (latino)
- in mi bemolle minore
- Metro: 3/4
- Tempo: in alternanza Vivo e Meno mosso, pesante

Il primo quadro rappresenta un nano malvagio che si aggira nella foresta. La musica, caratterizzata da tempi contrastanti, da frequenti fermate e riprese, e da un alternarsi di forte, pianissimo e fortissimo, rappresenta i movimenti dello gnomo. Maurice Ravel, nella sua trascrizione per orchestra, affida il tema principale agli archi, specialmente ai violoncelli e ai contrabbassi.

### Promenade
- Titolo originale: Promenade (francese)
- in la bemolle maggiore
- Metro: in alternanza 5/4 e 6/4
- Tempo: Moderato comodo assai e con delicatezza

Una placida esposizione della melodia della passeggiata raffigura il visitatore mentre cammina verso la prossima opera: il rapido cambio di atmosfera e la morbidezza dei timbri fanno già presagire il clima del pezzo successivo.

### II. Il vecchio castello
- Titolo originale: Il vecchio castello (italiano)
- in sol diesis minore
- Metro: 6/8
- Tempo: Andante molto cantabile e con dolore

La scena si svolge in Francia, dove un trovatore intona la sua struggente canzone d'amore davanti alle mura di un castello medievale, in un paesaggio soffuso di tristezza.
È probabilmente l'episodio più lirico dell'intera raccolta, dal tono melanconico e trasognato, in movimento di barcarola e in tempo di Andante cantabile. L'espressività è sottolineata dai numerosi crescendo e diminuendo. Il canto, in modo minore, è legato e va intonato "piano, con espressione", finché piano e forte si fondono formando un unico grande crescendo che porterà alla Promenade successiva. Nella versione orchestrale di Ravel la melodia principale fu affidata a un sassofono contralto, strumento che possiede un timbro caldo e vibrante, simile alla voce umana. L'orchestra funge inizialmente da accompagnamento, e alla fine riprende il tema del sassofono. Questo brano non richiede grande tecnica solistica, bensì spiccate doti espressive.

### Promenade
- Titolo originale: Promenade (francese)
- in si maggiore
- Metro: in alternanza 5/4 e 6/4
- Tempo: Moderato non tanto, pesamente (sic)

Anche questa breve "passeggiata" (in 8 battute) segna uno stacco netto col quadro precedente. Le indicazioni agogiche (moderato, pesante) paiono voler esprimere l'umore ancora pensieroso del visitatore.

### III. Tuileries (Litigio di fanciulli dopo il gioco)
- Titolo originale: Tuileries (Dispute d'enfants après jeux) (francese)
- in si maggiore
- Metro: 4/4
- Tempo: Allegretto non troppo, capriccioso

Alcuni bambini giocano nei giardini del parco parigino delle Tuileries, sotto lo sguardo attento delle governanti che chiacchierano tra di loro. Per rappresentare i litigi dei bambini, Musorgskij sceglie un motivo basato sul tipico intervallo delle canzoncine infantili, iterato e innervato di rapidissimi scatti di sedicesimi. Il brano è composto in forma tripartita (ABA).

### IV. Bydło
- Titolo originale: Bydło (polacco)
- in sol diesis minore
- Metro: 2/4
- Tempo: Sempre moderato, pesante

Un bydło, caratteristico carro dei contadini polacchi, dalle ruote altissime e pesantissimo, è trainato nel fango faticosamente e lentamente da buoi. Il brano va in crescendo fino all'assordante passaggio del carro davanti all'ascoltatore-spettatore. Progressivamente, poi, il carro si perde in lontananza. Il movimento è in forma tripartita (ABA) con una coda. Nell'originale di Musorgskij il brano inizia in fortissimo (ff), suggerendo che il viaggio del carro inizi vicino all'ascoltatore. Dopo aver raggiunto un climax (con tutta forza), l'indicazione diventa improvvisamente piano (battuta 47), seguita da un diminuendo per un finale in pianissimo (ppp), che rappresenta il definitivo allontanamento del convoglio. Invece gli arrangiamenti basati sull'edizione curata da Rimskij-Korsakov, come quello di Ravel, iniziano piano e presentano successivamente crescendo, fortissimo e diminuendo, come se il carro si avvicinasse, passasse davanti e all'ascoltatore e poi si allontanasse.

### Promenade
- Titolo originale: Promenade (francese)
- in la bemolle maggiore
- Metro: in alternanza 5/4, 6/4
- Tempo: Tranquillo

L'atmosfera è trasognata, carica d'attesa. Interpreta il compositore che vede un altro quadro.

### V. Balletto dei pulcini nei loro gusci

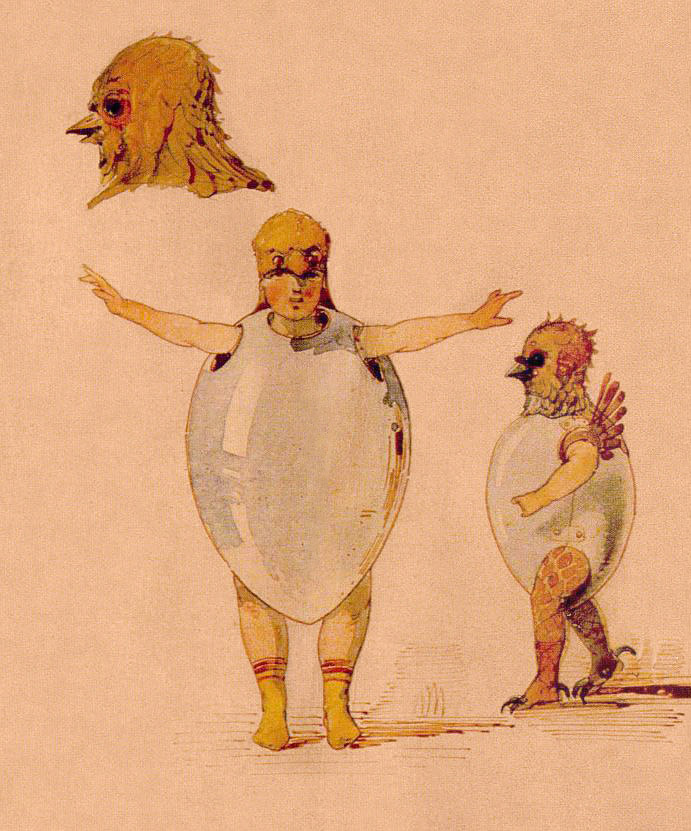
V. Hartmann, Balletto dei pulcini nel proprio guscio

- Titolo originale: Балетъ невылупившихся птенцовъ [Balet nevylupivšichsja ptencov] (russo)
- in fa maggiore
- Metro: 2/4
- Tempo: Scherzino: vivo, leggiero – Trio

Ballerini travestiti da pulcini che escono dall'uovo, dal disegno di scena di Hartmann per il balletto Trilby, in cui gli allievi di una scuola d'arte drammatica dovevano esibirsi come tali. Questo brano presenta acciaccature quasi in ogni misura o battuta e, in generale, molti abbellimenti che indicano i movimenti dei pulcini. Il brano inizia in fa maggiore, poi transita in altre tonalità, ed è composto in forma tripartita (ABA) con una ripetizione letterale e una breve coda.

### VI. Samuel Goldenberg e Schmuÿle

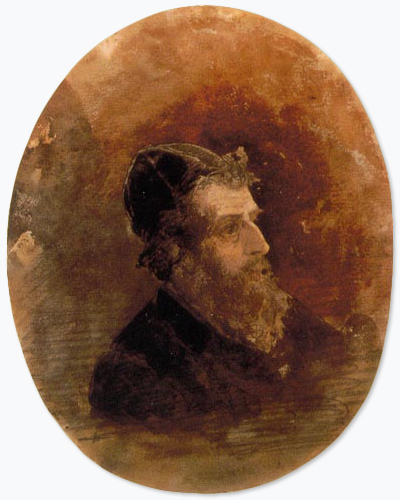
V. Hartmann, Ebreo con cappello di pelliccia. Sandomierz

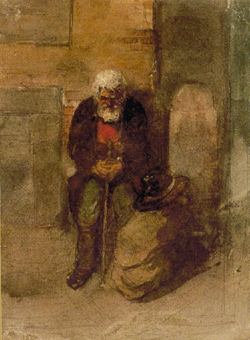
V. Hartmann, Ebreo di Sandomierz

- Titolo originale: Samuel Goldenberg und Schmuÿle (yiddish)
- in si bemolle minore
- Metro: 4/4
- Tempo: Andante. Grave energico e Andantino

Due ebrei polacchi si incontrano: Samuel Goldenberg è ricco, grosso, grasso e tronfio del suo benessere; l'altro, Schmuÿle, è piccolo, magro, insistente e piagnucoloso. Quest'ultimo, con voce petulante e piagnucolosa, chiede insistentemente del denaro all'altro. L'irruzione del motivo di Goldenberg, che si sovrappone a quello di Schmuÿle, segnala lo sdegnoso rifiuto di questi, che non si lascia commuovere dalle implorazioni del povero. Infine, dopo la brusca interruzione del battibecco, un'ultima idea dolente pare raffigurare - nell'accento che la conclude - il singhiozzo di Schmuÿle.
L'uso dell'intervallo di terza minore, nel tema di Schmuÿle, richiama la musica ebrea, così come la scala dominante Frigia. Il movimento è in forma tripartita (A|B|A+B):
1. Andante, grave energico (Tema 1 "Samuel Goldenberg")
2. Andantino (Tema 2 "Schmuÿle")
3. Andante, grave energico (Temi 1 e 2 in contrappunto)
4. Coda.

### Promenade
- Titolo originale: Promenade (francese)
- in si bemolle maggiore
- Metro: in origine 11/4, nelle partiture pubblicate si alternano 5/4 e 6/4
- Tempo: Allegro giusto, nel modo russico; poco sostenuto

Questo pezzo riprende con leggere differenze la prima Promenade e con il suo carattere di ricapitolazione divide la suite in due parti. La maggior parte degli arrangiamenti, incluso quello di Ravel, omettono questo brano.

### VII. Limoges, il mercato (La grande notizia)
- Titolo originale: Limoges, le marché (La grande nouvelle) (francese)
- in mi bemolle maggiore
- Metro: 4/4
- Tempo: Allegretto vivo, sempre scherzando

Chiacchiere tra contadine nella piazza del mercato di Limoges, che degenerano in una lite rumorosa. Nell'autografo di Musorgskij il pezzo era preceduto da un preambolo scritto, poi depennato, in cui venivano spiegati i motivi della lite. Il movimento è uno scherzo in forma tripartita (ABA). Una rapida coda conduce senza interruzione al pezzo seguente.

### VIII. Catacombe (Sepolcro romano) - Con i morti in una lingua morta

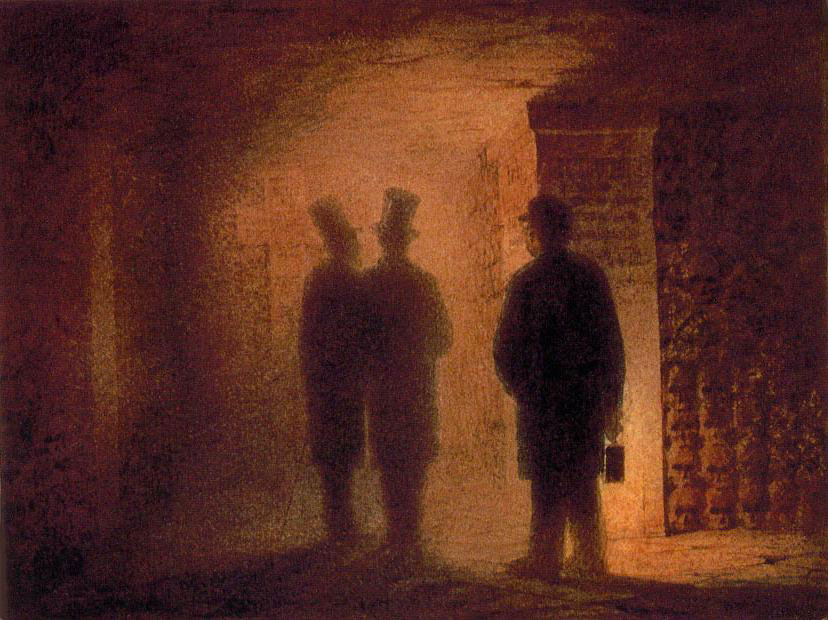
V. Hartmann, Catacombae

- Titolo originale: Catacombae" (Sepulchrum romanum) - Cum mortuis in lingua mortua[1]
- in si minore
- Metro: 3/4 (Sepulcrum), 6/4 (Con mortuis)
- Tempo: Largo (Sepulchrum), Andante non troppo con lamento (Con mortuis)

Il movimento è diviso in due parti. La prima è un quasi statico Largo, consistente in una sequenza di accordi, con melodie elegiache che aggiungono un tocco di malinconia, la seconda è un cupo e più fluente Andante che introduce nella scena il tema della Promenade. Il soggetto è lo stesso Hartmann, che al lume di una lanterna visita le catacombe di Parigi: l'autografo del compositore infatti spiega: "Lo spirito creatore del defunto Hartmann mi conduce verso i teschi e li invoca; questi si illuminano dolcemente all'interno". La prima sezione, alternando accordi potenti e morbidi, evoca la grandezza, l'immobilità e l'eco delle catacombe; la seconda fa emergere un osservatore nella scena che discende nelle catacombe.

### IX. La capanna sulle zampe di gallina (Baba Jaga)

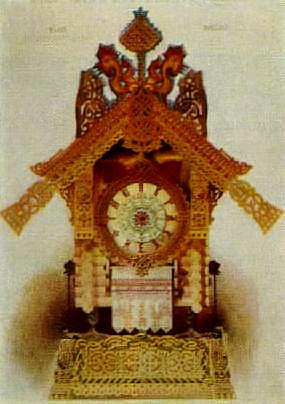
V. Hartmann, La capanna di Baba-Jaga sulle zampe di gallina; orologio in stile russo

- Titolo originale: Избушка на курьихъ ножкахъ (Баба-Яга) [Izbuška na kur'ich nožkach (Baba-Jaga)] (russo)
- in do minore
- Metro: 2/4
- Tempo: Allegro con brio, feroce – Andante mosso – Allegro molto

Il quadro illustra l'incedere della strega Baba Jaga, essere grottesco raffigurato presso la sua dimora: un orologio a cucù sorretto da zampe di gallina; la musica esprime la paura del compositore nel visitarne l'orribile antro. Il brano è uno scherzo "feroce" con una sezione centrale lenta. I suoi motivi evocano i rintocchi di un grande orologio e i suoni di un inseguimento frenetico. Strutturalmente il movimento rispecchia gli aspetti grotteschi dello Gnomo su scala più grande. L'Andante centrale è uno dei momenti più impegnativi di tutta la suite per il pianista, perché presenta per tutta la sua durata un tremolo di terzine di semicrome. Anche questo brano è in forma tripartita (ABA), con una coda che conduce direttamente al primo accordo del successivo e ultimo brano.

### X. La grande porta (Nella capitale Kiev)

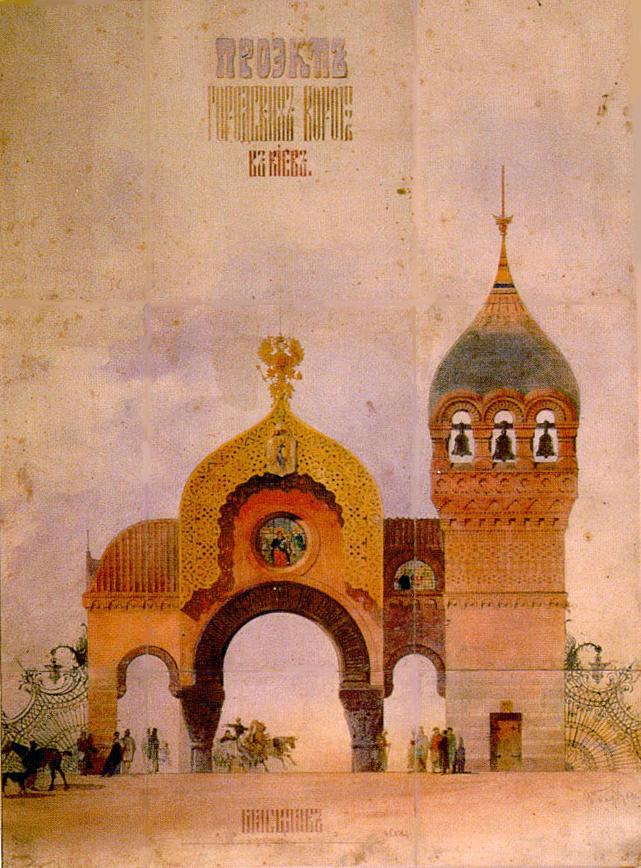
V. Hartmann, Progetto per la grande porta cittadina di Kiev - Facciata principale

- Titolo originale: Богатырскія ворота (Въ стольномъ городѣ Кіевѣ) [Bogatyrskīja vorota (V stol'nom gorodě Kīevě)] (russo)
- in mi bemolle maggiore
- Metro: 2/2
- Tempo: Allegro alla breve. Maestoso. Con grandezza

Hartmann progettò una porta monumentale in onore dello zar Alessandro II, per commemorare il fatto che il monarca scampò a un tentativo di assassinio il 4 aprile 1866. Egli lo riteneva il miglior lavoro che avesse mai fatto. In effetti il suo progetto risultò vincitore in un concorso nazionale, ma poi i piani per costruire la struttura furono abbandonati. Il movimento presenta un grandioso tema principale quasi a glorificare la Promenade di apertura, così come Baba-Yaga amplifica Lo gnomo.
Il solenne tema secondario è basato su un inno battesimale tratto dal repertorio di canti della Chiesa ortodossa russa. Il pezzo ha la forma di un ampio rondò in due sezioni principali: ABAB|CADA. La prima parte del movimento rispetta la struttura di uno schema ABABA. La sua brusca interruzione con nuova musica appena prima della sua conclusione attesa dà al resto del movimento un senso di vastità: questo esteso congedo fa da coda alla suite nel suo complesso.
1. A Tema principale (forte) Tempo: Maestoso
2. B Tema dell'inno (piano) (la bemolle minore)
3. A Tema principale (forte) Le scale discendenti ed ascendenti ricordano un insieme di campane.
4. B Tema dell'inno (piano) (mi bemolle minore)
5. C Interludio/Transizione (forte) Il tema della Promenade viene richiamato. Suggestioni di meccanismi d'orologio, campane, ascesa.
6. A Tema principale (fortissimo) Figure di terzine. Tempo: Meno mosso, sempre maestoso
7. D Interludio/Transizione (mezzo forte con crescendo) Terzine.
8. A Tema principale (fortissimo) Tempo: Grave, sempre allargando Il ritmo rallenta fino al punto fermo della cadenza finale.

## Orchestrazioni e arrangiamenti
Il potenziale "sinfonico", o meglio una possibilità di amplificazione dei contrasti figurativi in sede orchestrale, fu alla base della prima assoluta strumentazione dei Quadri, allorché Michail Tušmalov, allievo di Rimskij-Korsakov, si accinse nel 1886 alla elaborazione per orchestra del lavoro.
Non è chiaro se il maestro ebbe un qualche ruolo in quest'attività. La versione di Tušmalov includeva solo sette quadri, omettendo Lo gnomo, Tuileries e Bydło e tutte le Promenade, tranne l'ultima che fu utilizzata al posto della prima. Questo lavoro fu eseguito la prima volta a San Pietroburgo nel 1891, sotto la direzione di Rimskij-Korsakov.
In seguito altri musicisti si cimentarono nell'orchestrazione dei Quadri: tra di essi Henry Joseph Wood nel 1915, e Leo Funtek, che nel 1922 fu il primo a orchestrare l'opera nella sua interezza.

### L'orchestrazione di Maurice Ravel
La versione che però si è definitivamente imposta, con grande fortuna e successo, e che ha contribuito a rendere popolare l'opera, è senza dubbio quella di Maurice Ravel, realizzata tra maggio e settembre 1922 e commissionata da Sergej Kusevickij, che la diresse il 19 ottobre dello stesso anno come Tableaux d'une exposition al Palais Garnier di Parigi. Il successo fu enorme e Kussevickij si assicurò di avere la gestione assoluta della nuova realizzazione per sei anni.
Non potendo disporre dell'edizione originale di Musorgskij, Ravel dovette basarsi sull'edizione dei Quadri pubblicata da Bessel nel 1886 e curata da Rimskij-Korsakov. La trascrizione fu attuata con una quasi completa fedeltà alla versione pianistica; l'unica rimarchevole diversità sta nell'eliminazione della quinta Promenade. Avendo Rimskij.Korsakov modificato la dinamica del quarto brano Bydlo sostituendo con un crescendo l'originale fortissimo, Ravel si attenne alla partitura che aveva davanti. La sua versione fu eseguita per la prima volta nel 1922, ed è strumentata per orchestra che richiede:
- legni: 3 flauti (2 anche ottavini), 3 oboi (uno anche corno inglese), 2 clarinetti, clarinetto basso, sassofono contralto in mi bemolle, 2 fagotti, controfagotto;
- ottoni: 4 corni in fa, 3 trombe in do, 3 tromboni, tuba;
- percussioni: timpani, glockenspiel, campana in mi bemolle, triangolo, tam-tam, raganella, frusta, piatti, tamburo, grancassa, xilofono, celesta;
- strumenti a corde: 2 arpe, violini I, violini II, viole, violoncelli, contrabbassi.

### Altre versioni
Molti altri compositori e musicisti si sono cimentati, anche di recente, in arrangiamenti, totali o parziali, dei Quadri. Uno di questi fu Leopold Stokowski, che nel 1939, non del tutto soddisfatto dalla versione di Ravel che aveva presentato dieci anni prima al pubblico di Filadelfia, realizzò una sua versione dal suono più slavico, omettendo la terza e la quinta Promenade e i due brani di influenza francese Tuileries e Limoges, che sospettava essere stati composti da Rimskij Korsakov.
La versione di Stokowski fu strumentata per grande orchestra:
- legni: 4 flauti (2 anche ottavini e uno anche contralto), 3 oboi, corno inglese, 3 clarinetti in si bemolle e la (uno anche clarinetto in mi bemolle), clarinetto basso in si bemolle, 3 fagotti, controfagotto;
- ottoni: 8 (almeno 5) corni in fa, 4 trombe in do, 4 tromboni, tuba (o eufonio);
- percussioni: timpani, tamburo, tamburello, triangolo, piatti, grancassa, tam-tam, marimba (o xilofono), vibrafono (o glockenspiel), campane tubolari, celesta;
- tastiere: organo a canne;
- strumenti a corde: 2 arpe, violini I, violini II, viole, violoncelli, contrabbassi.

Nel 1928 Vasilij Kandinskij mise in scena, al Friedrich Theater di Dessau, una versione teatrale di Quadri di un'esposizione, unica realizzazione scenica portata a termine dall'artista russo, importante antecedente di opera d'arte multimediale.
Nel 2014 Aleksej Ratmanskij ha coreografato l'opera e il balletto omonimo è stato presentato in anteprima il 2 ottobre al David H. Koch Theater, eseguito dal New York City Ballet. 

### Arrangiamenti orchestrali
Ecco una lista degli arrangiamenti orchestrali di Quadri di un'esposizione:
- Michail Tušmalov (ca. 1886, tre quadri e quattro Promenade omesse)
- Henry Wood (1915, quattro Promenade omesse)
- Leo Funtek (1922, integrale)
- Maurice Ravel (1922, la quinta Promenade omessa)
- Giuseppe Becce (1922, per "orchestra da salone". Tutte le Promenade sono escluse, oltre ad alcuni quadri.)
- Leonidas Leonardi (1924, pubblicato da Breitkopf & Härtel; Leonard Slatkin ha "rivisto" una parte della versione di Leonardi usando la terza Promenade e Tuileries nella sua prima "compendium" suite dei Quadri)
- Lucien Cailliet (1937)
- Leopold Stokowski (1939, omesse la terza e la quinta Promenade e i quadri Tuileries e Limoges)
- Walter Goehr (1942, Lo gnomo omesso; include una parte per pianoforte)
- Sergej Gorčakov (1954)
- Nikolaj Golovanov (data sconosciuta)
- Lawrence Leonard (1977, per pianoforte e orchestra)
- Vladimir Aškenazi (1982)
- Thomas Wilbrandt (1992)
- Émile Naoumoff (ca. 1994, in stile di concerto con musiche aggiunte, per pianoforte e orchestra)
- Mekong Delta (1997, per gruppo metal e orchestra)
- Carl Simpson (1997, la quarta Promenade è inclusa nella seconda "compendium" suite di Leonard Slatkin)
- Chao Ching-Wen (2002, per orchestra da camera)
- Jason Wright Wingate (2003, per orchestra, organo e coro)
- Michael Allen (2007)
- Hidemaro Konoye (data sconosciuta)
- Leonard Slatkin (data sconosciuta, due 'compendium' suite)
- Clarice Assad (2008, per la New Century Chamber Orchestra)
- Václav Smetáček (data sconosciuta)
- Jukka-Pekka Saraste ha creato la sua versione combinando le orchestrazioni di Leo Funtek e Sergej Gorčakov.
- Aurélien Bello (2011, per grande orchestra)
- Amadeus Orchestra (2012, per grande orchestra, con un quadro a testa preparati da Alastair King, Roger May, Tolib Shakhidi, David Butterworth, Philip Mackenzie, Simon Whiteside, Daryl Griffiths, Natalia Villanueva, James McWilliam e Julian Kershaw)
- Peter Breiner (2012, per grande orchestra)
- Rafael Eduardo (2017, Aluen Records, Roma)

### Arrangiamenti per altri organici
Ecco una lista degli arrangiamenti di Quadri di un'esposizione per compagini diverse da quella orchestrale:
- Giuseppe Becce (1930, per trio di pianoforti)
- Vladimir Horowitz (1946, versione revisionata per pianoforte solo)
- Ralph Burns (1957, per orchestra jazz)
- Allyn Ferguson (ca. 1963, per orchestra jazz)
- Isao Tomita (1966, strumenti vari per il cartone animato di Osamu Tezuka; 1975, per sintetizzatore)
- Calvin Hampton (1967, per organo)
- Emerson, Lake & Palmer (1971, album live Pictures at an Exhibition per gruppo rock, testi di Greg Lake)
- Harry van Hoof (ca. 1972, per ensemble di ottoni, solo La grande porta)
- Elgar Howarth (ca. 1977, per ensemble di ottoni)
- Ray Barretto (1979, Il vecchio castello per band di jazz latino)
- Arthur Wills (anni 1970, per organo)
- Jon Faddis (1978, per tromba, la traccia denominata Promenade del suo album solista Good and Plenty)
- Kazuhito Yamashita (1980, per chitarra classica)
- Henk de Vlieger (1981, per ensemble di percussioni)
- Hugh Lawson (1983, per trio jazz)
- James Curnow (1985, per grande ensemble di fiati, versione ridotta)
- Key Poulin (1986-1987, Santa Clara Vanguard Drum And Bugle Corps)
- Jean Guillou (ca. 1988, per organo)
- Jevgēņija Ļisicina (ca. 1991, per tre organi; ca. 1997 per organo e 14 strumenti a percussione)
- Trio Concentus (1994, per tre chitarre)
- Tangerine Dream (1994, Promenade per tromba, sassofono, corni e sintetizzatore, dal loro album Turn of the Tides)
- James Crabb and Geir Draugsvoll (1996, Duo Accordion)
- Stan Funicelli (1998, Baba-Jaga e La grande porta, per tre chitarre)
- Michael Allen (2000, per ensemble di ottoni)
- Christian Lindberg (ca. 2000, per trombone e piano)
- Simon Proctor (ca. 2000, per quartetto di eufonio e tuba, reintitolato Miniatures at an Exhibition)
- Larry Clark (2001, per banda, Promenade e La grande porta)
- Carl Simpson (2004, per orchestra di fiati)
- Wayne Lytle (2005, per sintetizzatore, Promenade, Baba-Jaga e La grande porta, con il titolo di Cathedral Pictures per il DVD Animusic 2)
- Sergej Korščmin (2006, per sestetto di ottoni: 2 trombe, corno, trombone, eufonio, tuba)
- Cameron Carpenter (2006, per organo)
- Walter Hilgers (2006, per grande banda di ottoni, percussioni e due arpe)
- Glass Duo (2007, per arpa di vetro)
- Slav de Hren (2008, per banda punk-jazz ed ensemble vocale; alcuni pezzi sono trascrizioni complete, altri sono improvvisazioni sul tema originale)
- Murple (2008, per gruppo rock, album Quadri di un'esposizione)
- Friendly Rich (2009, per jazz ensemble)
- Clarice Assad (2009, per orchestra d'archi, pianoforte e percussioni)
- Merlin Patterson (2011, per ensemble di fiati)
- Vladimir Agopov (2011, per grande ensemble di fiati)
- Robert W. Smith (2012, Madison Scouts Drum And Bugle Corps)
- Giuliano Forghieri (2008, per ensemble di clarinetti)
- Alan Gout (data sconosciuta, per ensemble da camera)
- Duke Ellington (data sconosciuta, per grande banda jazz)
- William Schmidt (data sconosciuta, per coro di sassofoni)
- Andrés Segovia (data sconosciuta, per chitarra, solo Il vecchio castello)
- Michael Sweeney (data sconosciuta, per grande ensemble di fiati, Promenade, Baba-Jaga, La grande porta)
- Ward Swingle (data sconosciuta, per ensemble vocale, contrabbasso e percussioni, solo Limoges)
- Gaetano Troccoli (2014 - per trio di chitarre, pubblicato da Edizioni Lantro Music)
- Gabriele Studer (2016, per organo)
- Kazuhito Yamashita (1980, per chitarra)
- Vito Di Modugno (2017, per quartetto jazz)

## Altre citazioni dell'opera
- Nel 1971 Emerson, Lake & Palmer pubblicarono l'album Pictures at an Exhibition in cui brani dell'opera (reinterpretati dal trio) si alternano a pezzi originali.
- Alcuni brani furono utilizzati come colonna sonora del cartone animato dei Puffi.
- La RCA ha utilizzato la Promenade nelle videopresentazioni dei dischi del suo sistema Selectavision, un sistema (diffuso solo negli Stati Uniti) di dischi in vinile con contenuto audiovisivo che ha avuto una certa diffusione negli anni settanta e ottanta dello scorso secolo.[4]
- Nel 1996 e nel 1997, durante l'HIStory World Tour, Michael Jackson fece suonare il brano La grande porta durante il countdown di 5 minuti prima che l'astronave MJ-2040 si prepara il viaggio ad inizio concerto, durante una pausa prima di continuare con They Don't Care About Us e durante la parata delle bandiere prima di cantare la sua ultima canzone, HIStory. Lo stesso pezzo poteva inoltre essere ascoltato nelle prime stampe dell'album HIStory del 1995 sempre all'inizio dell'omonima canzone. Lo stesso si può sentire al Michael Jackson: 30th Anniversary Celebration, in cui durante il super medley dei Jacksons, dopo Can You Feel It, parte la canzone e dopo inizia ABC.
- Nel 2008 Vittorio Caratozzolo ha pubblicato il racconto Attraverso i «Quadri di un'esposizione», da recitare in pubblico con l'accompagnamento di un quartetto di sassofoni.
- Nel film Il grande Lebowski, precisamente durante la rappresentazione teatrale dell'affittuario del Drugo, è presente un estratto del brano Lo gnomo.
- Nel film Il secondo tragico Fantozzi, la celeberrima sequenza de La corazzata Potëmkin presenta la Promenade come colonna sonora.
- Nel libro "Quadri di un'esposizione. Le grandi idee della fisica attraverso 32 capolavori della pittura", Lindau, Torino, 2011 (edizione coreana nel 2014), l'autore Leonardo Colletti fa esplicito riferimento a Musorgskij, prendendolo ad esempio e mostrando come sia possibile tradurre un'esposizione di quadri non solo nel linguaggio musicale ma anche in quello delle idee della fisica.